# إغنازيو كارتا
إغنازيو كارتا (بالإيطالية: Ignazio Carta)‏ (مواليد 18 مايو 1991 في كالياري - إيطاليا) لاعب كرة قدم إيطالي يلعب حاليا لصالح نادي الدرجة الأولى كالياري الإيطالي منذ 2009 في مركز قلب الدفاع .